# Замок Верденберг

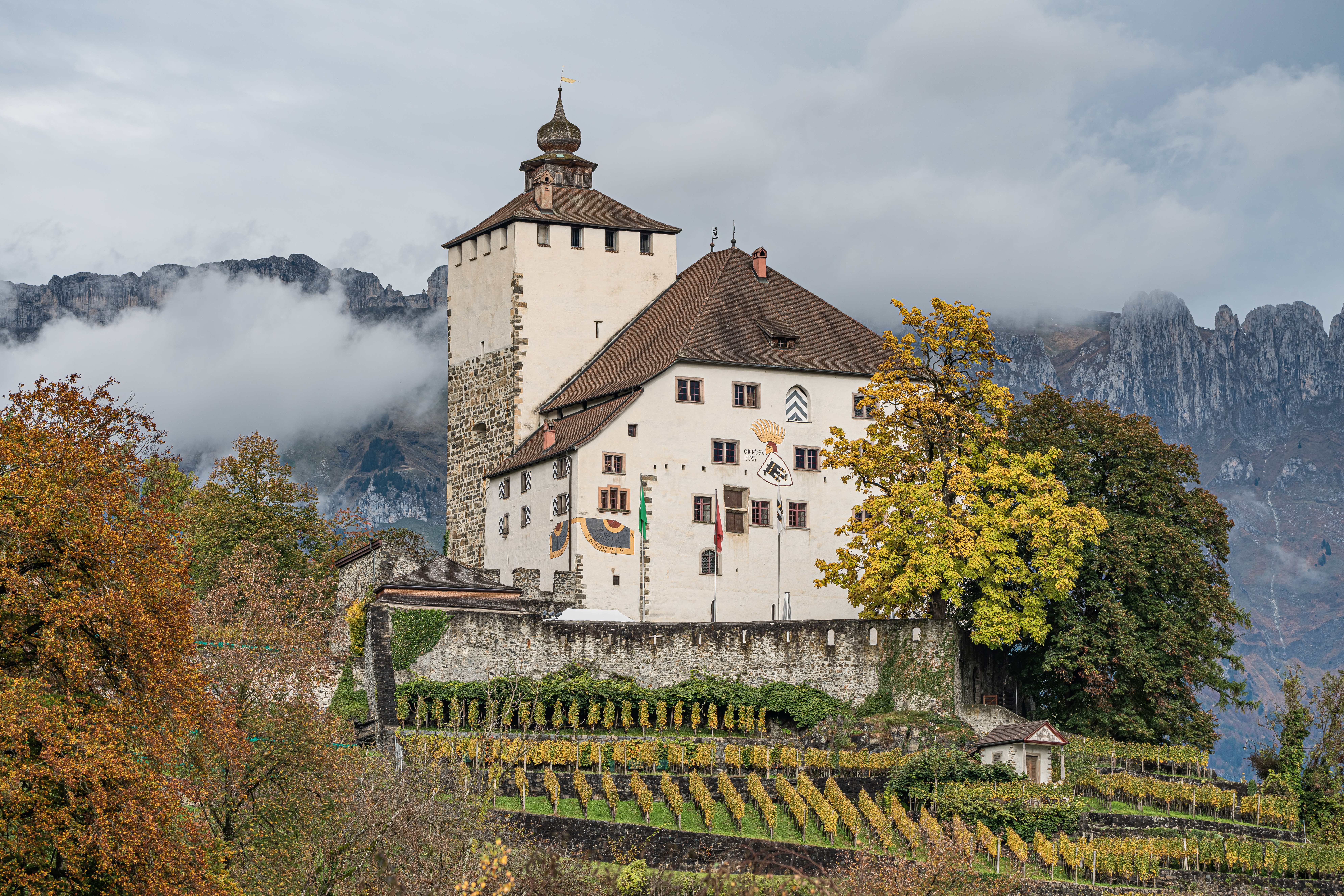
Замок Верденберг осенью

Замок Верденберг (нем. Werdenberg) — средневековый замок в швейцарском городе Верденберг. Один из самых впечатляющих и хорошо сохранившихся замков кантона Санкт-Галлен. Верденбергский замок, как и расположенные неподалёку замки Вартау (нем. Wartau, Вартау) и Шаттенбург (нем. Schattenburg, Фельдкирх, Австрия), относится к тому типу замков, в которых башня и главное здание объединены в одно целое защитное сооружение. Замок дал название средневековому графству Верденберг.

## Описание и история замка
Прекрасно сохранившийся замок стоит на холме над городком Верденбергом. Башня-донжон и главное здание замка образуют единый комплекс, который имеет квадратную в плане форму. Компактное расположение построек обусловлено, прежде всего, ограниченностью места на вершине холма.

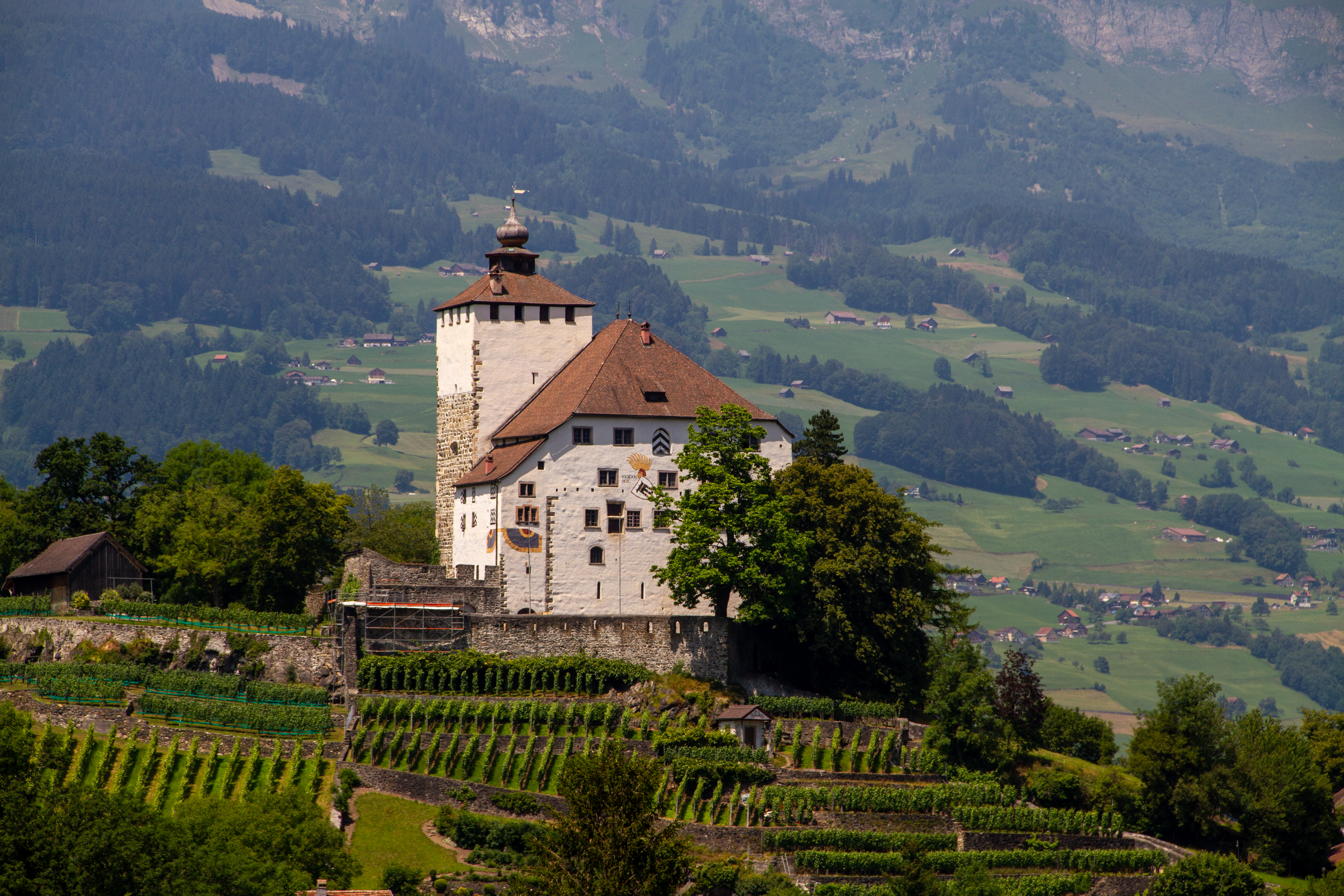
Замок Верденберг летом, вид с юго-востока

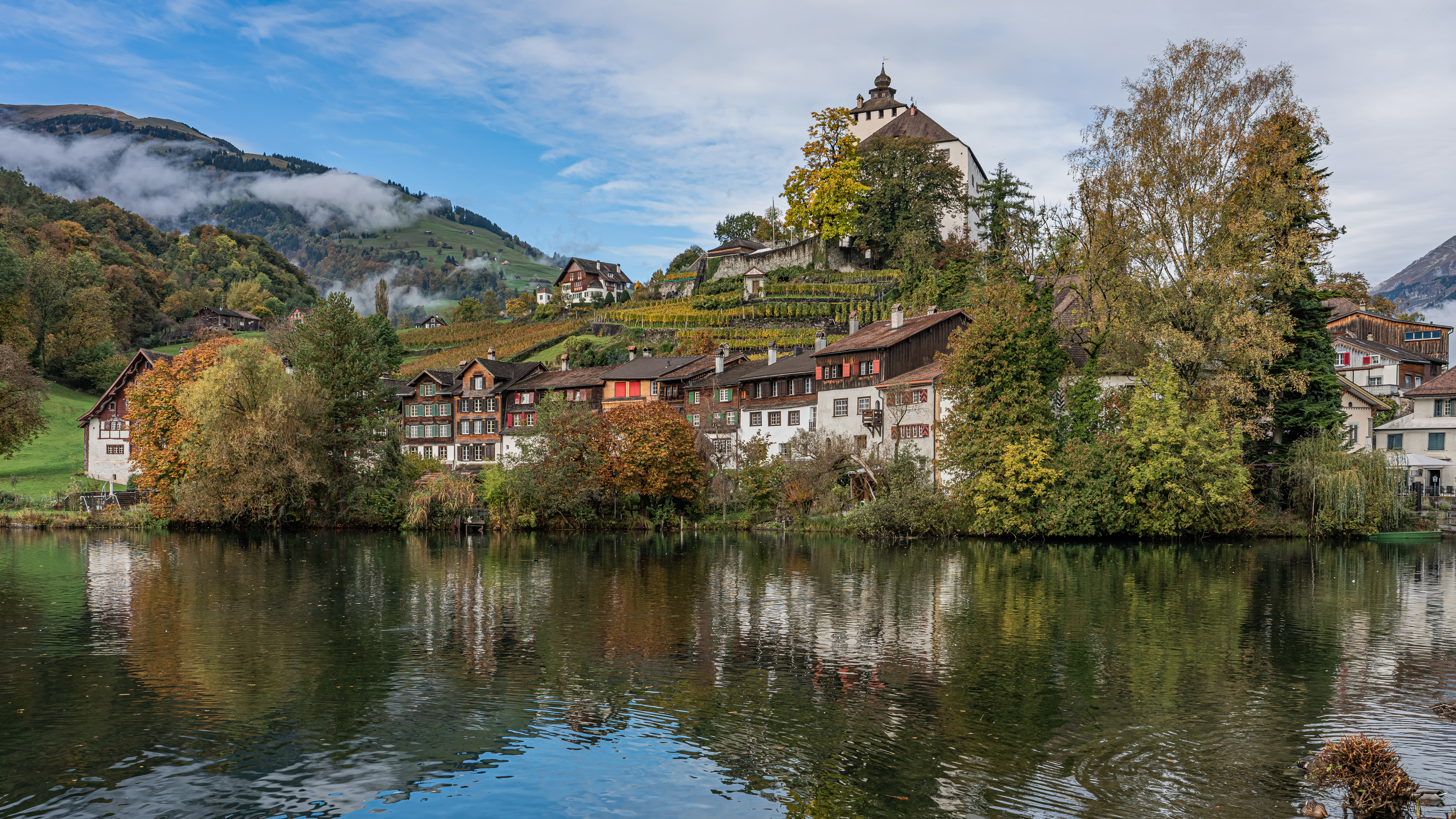
Замок и Верденбергское озеро

Некоторые источники указывают на возможность существования на этом месте сторожевой римской башни с поселением у подножия холма, однако археологических доказательств достоверности данной гипотезы пока нет.
Реставрационные работы 1977—1978 годов показали, что комплекс зданий замка возник в течение короткого, возможно даже одного строительного периода. Башня-донжон и главное здание были построены в одно и то же время, о чём свидетельствуют гомогенная структура каменных стен и монолитность угловых соединений зданий. Фрагмент романского окна второго этажа и ниши с сиденьями в караульных помещениях восходят к началу XIII века. Строителем замка считается граф Рудольф I фон Верденберг († 1247—1248 году). Некоторые исследователи считают, что замок мог быть построен ещё раньше его отцом графом Хуго I фон Монфортом (1182—1235 годы), который достоверно считается строителем замка Шаттенбург. 
Прочная кладка стены из крупных камней, уложенных равномерными слоями, позволяет приписать его постройку эпохе большого строительства замков во времена господства династии Штауфенов. Так называемая Гларнская пристройка, носящая также имя квартиры виноградаря, была построена в XIV или даже в начале XVI века.. Возможно, что современная входная лестница главного здания первоначально была осадный двором. В Позднее Средневековье были сложены зубцы на вершине башни-донжона и на верхнем этаже главного здания. В это же время в стене здания были пробиты характерные ступенчатые окна. Внутренние покои замка были перестроены, что превратило замок из оборонительного сооружения в жилой комплекс. Оригинальные деревянные конструкции и крыша были утрачены во время пожара 1695 года, который разразился во время празднований по случаю вступления в должность наместника Иоганна Цвейфеля (Johannes Zweifel). Восстановление перекрытий после пожара было завершено в 1697 году, о чём свидетельствует дата на потолочной былке вестибюля второго этажа. В 1780 году на вершине крыши башни появилась луковичная глава, вероятнее всего по приказу наместника Якоба Шиндлера (Jakob Schindler, 1778—1781 гг.)
В XIX веке семья Гилти, последние владельцы замка, пробили несколько дополнительных окон, устроили балкон на северной стене главного здания и обставили заново внутренние покои.
На склонах холма, на котором расположился замок, устроены террасы виноградника и стоит домик виноградарей, стилизованный под античный храм. Из городка на вершину холма во двор замка ведёт каменная лестница. Кроме того с западной стороны есть ворота в стене.
От северного угла замка оборонительная стена ведёт вниз к бывшей ратуше. Стена на юго-востоке, спускавшаяся в прошлом к единственным внутренним воротам городка, сохранилась лишь частично. От донжона до северо-восточного угла главного здания идёт внешняя крепостная стена. Крепостной двор разделен на две части, западную и юго-восточную — стеной, начинающейся от юго-восточного угла дома. Часть западного двора занимает здание эконома (бывшая конюшня), перекрытое односкатной крышей. На его стене нарисован герб, принадлежавший, по всей вероятности, Якобу Шулеру, наместнику земли Верденберг в 1565—1568 гг. Стены, окружающие юго-восточный двор, всё ещё сохранили остатки бойниц. В углу двора находится осадный колодец. Дошедшие до наших дней стены невысокие, что наводит исследователей на мысль, что ранее существовали дополнительные, утраченные ныне оборонительные сооружения. Они могли бы находиться на месте современной ратуши города Верденберг.
В 1977—1978 годах по заданию строительного департамента кантона Санкт-Галлен была произведена обширная внешняя реставрация замка. Руководили реставрацией Управление по делам наземного строительства кантона, местные архитекторы Бергер и Фукс (Berger und Fuchs), а также Хансрюди Дичи (Hansruedi Dietschi). Консультанты — кантональный специалист по охране памятников Бенито Боари (Benito Boari), эксперты Швейцарской Комиссии по охране памятников Альберт Кнёпфли (Albert Knoepfli) и Бернхард Андерс (Bernhard Anders).

## Главное здание

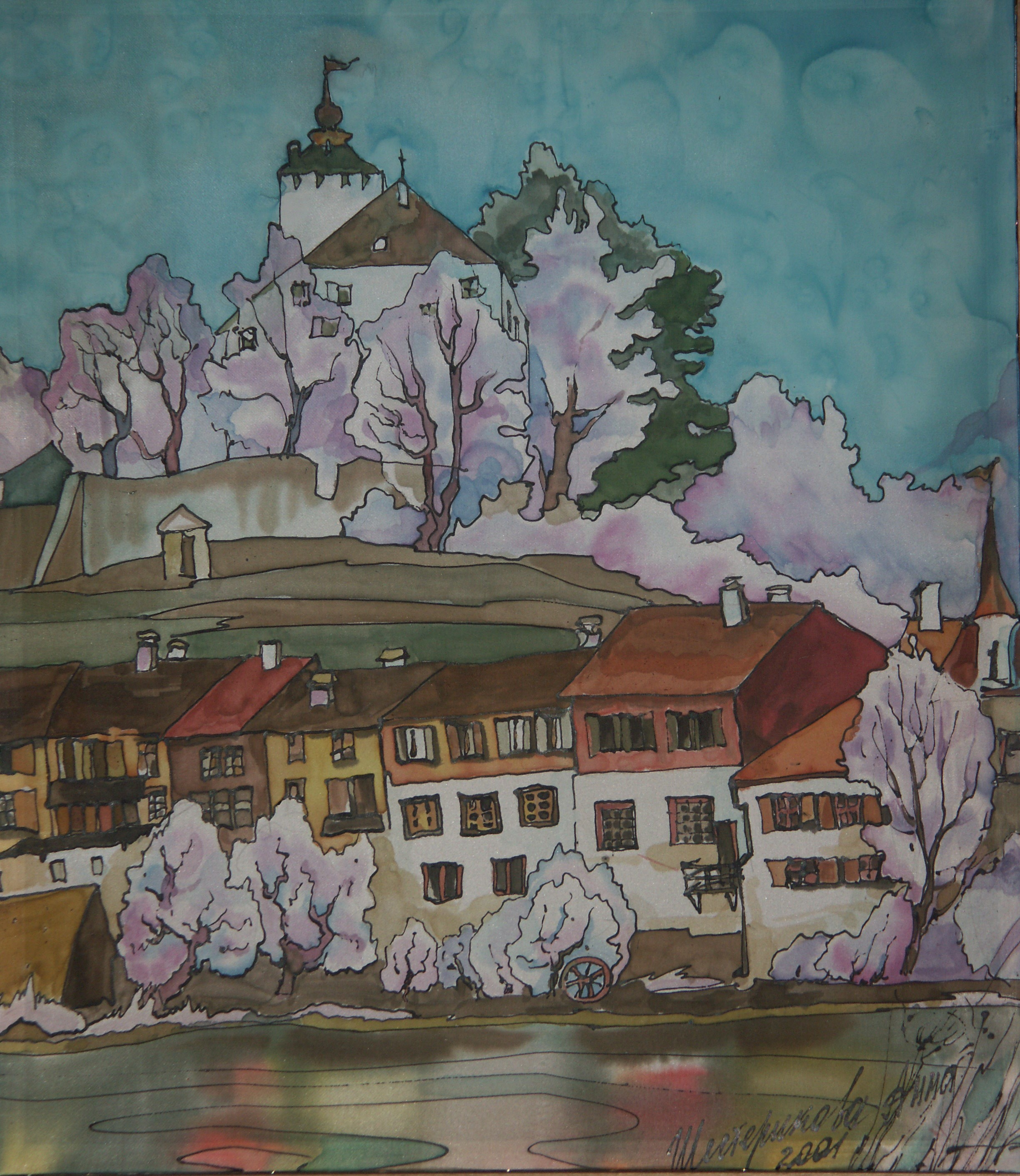
Верденберг, роспись по шёлку Анны Шестериковой

В нижней части главного здания (нем. Palas) лишь несколько узких окон для пропуска света, в то время как верхние этажи, исключая северо-западный фасад, имеют сравнительно много окон разной формы: одиночных, сдвоенных и уступчатых. Под окнами верхнего жилого этажа видны отверстия для балок, которые позволяют предположить наличие в прошлом боевого обхода. Крутая вальмовая четырёхскатная крыша покоится на основании позднесредневекового оборонительного обхода, который угадывается со стороны, обращённой к холму, по наличию бойниц и стенных зубцов. На западной стене видна башенка, которая в прошлом, скорее всего, вела к обзорной площадке.
Могучие двустворчатые двери, сбитые из брусьев каштанового дерева, сильно пострадали от превратностей погоды в течение столетий. Они были созданы во времена Позднего или даже Высокого Средневековья. Двери уцелели во время пожара 1695 г.
Герб Верденберга с чёрным церковным знаменем, нарисованный на парадном южном фасаде, схож с гербом из Цюрихского гербовника 1340 г., хранящегося в Швейцарском Краеведческом Музее. Он заменил собой изображение святого Фридолина, нарисованное на стенах в двадцатых годах XX века.
Основание башни-донжона сложено из грубо отёсанных камней и, в противоположность дворцу, не оштукатурено. То же самое относится и к цоколю юго-западной стены дворца. Верхняя часть башни (примерно треть от общей высоты), сооружённая в более позднее время и оштукатуреная, завершается  венцом из зубцов, за которыми находится сохранившаяся до наших дней оборонительная площадка. Четырёхскатный шатёр крыши увенчан барочной башенкой с куполом-луковицей.

## Первый этаж
От внешних дверей к внутреннему порталу ведёт лестница, перекрытая коробовым сводом. Средневековые двустворчатые двери портала сохранили мощные поперечные балки и задвижные запоры с декоративными деревянными шишками. Толщина стены указывает на то, что раньше это была внешняя стена главного здания.
За дверями находится высокий зал, перекрытый коробовым и крестовым сводами. Слева от входа пролом в стене башни-донжона, который был сделан в XVII или XVIII в. Пролом ведёт в высокое помещение с неоштукатуренными стенами, которое служило в прошлом в качестве тюрьмы. Изначально попасть в него можно было только через люк в потолке, который вёл в замковую кухню.
Вторая темница находится с северной стороны донжона. В это низкое помещение без окон можно заглянуть через люк в деревянном полу комнаты, в которую можно попасть по каменной лестнице в вестибюле.
Из вестибюля вниз, в подвалы, ведёт широкая лестница.
В промежуточном этаже главного здания находятся караульные помещения, в которых сегодня размещается кантональная коллекция оружия. Основу экспозиции составляет богатая коллекция оружия, которую в 1981 г. подарил кантону Санкт-Галлен инженер Ганс Брашлер (Hans Braschler), начальник кантонального управления по делам мелиорации и измерений. В дальнейшем она была дополнена экспонатами из кантональной оружейной палаты. В северной стене главной комнаты устроены две средневековые оконные ниши с сиденьями. Здесь же находится арочная дверка, которая в прошлом была либо дверью входа, расположенного высоко над поверхностью земли, либо служила для бегства из замка. Высокий потолок был подвешен на пяти висячих стропилах в 1781 г. В соседнем помещении устроена более поздняя печь, заменившая собой камин в главной комнате.

## Второй этаж
Балочный потолок вестибюля второго этажа датируется 1697 г. Он покоится на деревянной колонне, увенчаной капителью в форме рогатки. Пол устлан известняковыми плитами. На стенах нарисованы гербы гларнских землеуправителей. Гербы были сильно поновлены, а некоторые заново нарисованы при управляющем Иоганне Цвейфеле (Johannes Zweifel) после того, как замок выгорел во время пожара 1695 года. Слева от входа в Рыцарский Зал размещён герб Гилти, который напоминает о Иоганне Ульрихе Гилти, купившем замок в 1835 году.
В вестибюле находится доска с изображением сцены распятия: Христос на кресте с ангелами, собирающими его кровь, Марией, Иоанном, Марией Магдаленой и Св. Галлием, изображёнными на золотом фоне. Верхняя дуга рамы украшена фризом из спиралевидных завитков. В нижней части картины подпись и дата — 1539 год. По стилю картина принадлежит раннему Ренессансу, художник неизвестен. Картина перенесена в замок из неизвестной церкви в окрестностях Санкт-Галлена.
Господские помещения находятся к северу от вестибюля. Планировка комнат барочная и восходит, в основном, ко времени Гилти. Мебель и прочая обстановка были приобретены в XIX веке и служат прекрасным примером того, как обставлялись тогда репрезентативные жилые помещения в историческом стиле. В основном, меблировка выдержана в стиле Бидермайер, но есть и шкафы, буфеты и напольные часы в стиле барокко. Обширное собрание картин состоит из портретов с XVII по XIX век, которые только частично связаны с Верденбергом, а также городских пейзажей и литографий XIX века. Некоторые из кафельных печей стоят на старых постаментах и по сей день могут использоваться для отопления помещений. Дрова в них закладываются со стороны вестибюля.
Рыцарская комната в северо-восточном углу и прилегающая к ней комната Суда после 1695 года были перекрыты барочным потолком. Пол устлан широкими деревянными досками. Стены отделаны простыми деревянными панелями. В стенах устроены семь ниш с трёхчастными ступенчатами окнами. Большая кафельная печь вероятно была сооружена из двух различных изначальных частей. Она облицована зелёным обливным кафелем, по краям бело-голубые изразцы с живописными медальонами. На спинке печного сидения изображение фантастического замка, приписываемое Каспару Руошталлеру (Caspar Ruostaller, 1707—1777 гг.) из Лахена. Над ним изразец с изображением Бога-Отца. На стене портреты Ганса Ульриха Гилти (Hans Ulrich Hilty, 1720—1760 гг.) и супругов Иоганна Ульриха Гилти (Johann Ulrich Hilty) и Элизабет Килиас (Elisabeth Kilias, † 1847 г.), купивших замок в 1835 г.
В комнате Суда стоит белая печь 1770 года в стиле рококо, украшенная изразцами с узорами и ландшафтными сценами. На стенах портреты Иоганна Шлепфера (Johannes Schläpfer, 1725—1804 гг.) и его супруги Анны Гонценбах (Anna Gonzenbach, 1742—1825 гг.), Георга Леонхарда Шлепфера-Хирцеля (Georg Leonhard Schläpfer-Hirzel, 1766—1840 гг.) и Камилло Виго (Camillo Vigo) из Генуи, компаньона Шлепферов. Шлепферы владели замком с 1829 по 1835 год.
Соседние два помещения были некогда единым целым. По всей видимости, в них располагался архив землеуправителей. Позднее здесь устроили жилую комнату и кабинет. В прихожей стоит сильно уменьшенная зелёная кафельная печь с плитками XVII и XVIII вв.
Из вестибюля коридор, перекрытый крестовым сводом, ведёт в средневековую кухню. В этом некогда обширном помещении сохранился открытый камин. В XIX в. кухня была поделена на отдельные помещения, в западной стене было пробито окно.
Слева от лестницы находятся два помещения, стены которых отделаны деревянными панелями. Первоначально они были квартирой, в которой жил виноградарь, затем в них устроили аптеку и приёмную доктора медицины Ульриха Гилти (1827—1906 гг.).
Исследования стен главного здания на этом этаже выявили остатки романской ниши и раннеготического окна или прохода. Это позволяет сделать вывод о том, что во времена Высокого Средневековья главное здание было двухэтажным.

## Третий этаж
План третьего этажа схож с планом второго.
Мощный потолок также покоится на деревянной колонне с капителью в форме рогатки. На этаже расположены три спальни, в каждой из которых есть трёхчастное ступенчатое окно. Ниши окон перекрыты плоскими арками. Мебель и облицовка стен скромные. В восточной комнате спальня отделена от будуара деревянной перегородкой с дверью по центру.
Кубическая печь классического стиля с голубыми изразцами подписана Самуэлем Шпиллером (Samuel Spiller) и печных дел художником Генрихом Эгли (Heinrich Egli). Она сложена в 1809 году. Вторая печь — массивная башня, увенчаная куполом и обильно украшенная изображениями людей, зверей и ландшафтов в голубом цвете. На вершине неизвестный герб (три звезды и дата 1741 г.), возможно это герб Руоштальской мастерской.

## Четвёртый этаж
На четвёртом этаже (чердаке) раньше располагался амбар. Сейчас здесь находится Рейнский музей. Вдоль стены в Позднее Средневековье был устроен боевой обход, с зубцами и бойницами для орудий. Деревянная крыша с подвесными стропилами была заново отстроена после пожара 1695 г. Приблизительно в середине её поддерживает стенка из толстых деревянных опор. Из амбара через широкие двустворчатые двери можно попасть в башню-донжон, в помещение бывшей оружейной. Над аркой двери гризайль с изображением пушки и ружья, украшенный узором с листьями аканта и надписью «Pro Armis et Focis». Западную стену оружейной комнаты украшает герб землеуправителя Петера Кёнига фон Гларус (Peter König von Glarus, 1709/12 гг.). Под ним изображение медведя. В настоящее время в оружейной располагается мастерская художника, и вход в неё для посетителей закрыт.

## Вершина башни
Из чердака по деревянной лестнице можно подняться в вышележащее помещение внутри башни-донжона. Сейчас оно используется как комната, в которой дети могут порисовать, в то время как родители осматривают замок. Здесь же, на специальной доске, они могут оставить свои пожелания по поводу улучшения музея.
По лестнице, пристроенной к стене башни, посетители поднимаются на вершину башни, где находится боевая платформа, окруженная подестом и зубцами. Почти всё пространство платформы занимает трёхмерный макет кантона Санкт-Галлена. Башня перекрыта высокой деревянной крышей, которая была построена после пожара 1695 г. Луковичный купол на вершине крыши появился в 1780 г.

## Легенды
Три черепа
Давным-давно в подвалах замка были обнаружены три очень старых черепа. На одном были явственно видны следы залеченной раны. Согласно легенде они принадлежали кому-то из графов-владельцев замка и обладают волшебной силой. Говорят, что замок будет стоять до тех пор, пока существуют черепа. На самом деле черепа давно исчезли, а замок по-прежнему стоит, хотя и выгорел дотла двести и триста лет назад.
Невиновный Зурбергер из Штудена (Surberger von Studen)
Согласно легенде некий Зурбергер был арестован и несправедливо приговорён к смерти. Истинному же преступнику удалось выйти сухим из воды. После смерти дух Зурбергера не смог обрести покой и до сих пор обретается в подвалах замка. В полночь в подвале можно услышать его голос: «Зурбергер невиновен, Зурбергер невиновен …».